# Dallas (Pensilvânia)
Dallas é um distrito localizado no estado norte-americano de Pensilvânia, no Condado de Luzerne.

## Demografia
Segundo o censo norte-americano de 2000, a sua população era de 2557 habitantes.
Em 2006, foi estimada uma população de 2500, um decréscimo de 57 (-2.2%).

## Geografia
De acordo com o United States Census Bureau tem uma área de
6,1 km², dos quais 5,9 km² cobertos por terra e 0,2 km² cobertos por água.

## Localidades na vizinhança
O diagrama seguinte representa as localidades num raio de 8 km ao redor de Dallas.